# デンバー・ナゲッツ
デンバー・ナゲッツ（Denver Nuggets）は、アメリカ合衆国コロラド州デンバー市に本拠を置く全米プロバスケットボール協会 (NBA) のチーム。ウェスタン・カンファレンス、ノースウェスト・ディビジョン所属。チーム名のnuggetとは塊を表す。金塊を指し、ゴールドラッシュの舞台となった西部のイメージを表している。標高が約1マイル（約1609.344メートル）でマイル・ハイ・シティーとも呼ばれるデンバーに本拠を置くナゲッツは、NBAのチーム中最も高地にあるチームとして知られる。

## 歴史

### デンバー・ロケッツ
1949年にNBAのチームとしてデンバーを本拠に活動したデンバー・ナゲッツという同名のチームがあったが、このナゲッツは1シーズンで解散しており、今のナゲッツと直接の関係はない。現在のデンバー・ナゲッツは、NBAに対抗する形で存在したもう一つのリーグABAに所属したデンバー・ロケッツとして始まった。
ABAのデンバー・ロケッツは中堅どころのチームとして最初の数シーズンを過ごした。当時はNBAにヒューストン・ロケッツというチームがあり、リーグの経営状態悪化からチームのNBA入りが現実味を帯び始めると、デンバー・ロケッツの経営陣は新たな名称の検討に入った。採用された「ナゲッツ」はかつてデンバーに存在したチーム名と同じものであり、19世紀の金銀採掘ブームの折りに金や銀の塊を指した nugget から採られた。

### デンバー・ナゲッツ

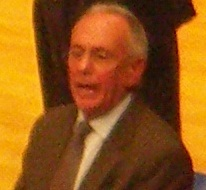
ラリー・ブラウンヘッドコーチ

1974年に名を改めたデンバー・ナゲッツは、ラリー・ブラウンに率いられたABA末期にはデビッド・トンプソン、ダン・イッセルを中心としたチームは65勝19敗、60勝24敗の成績を残す強豪になっており、ABA最後のシーズンにはリーグを制した。1976年にNBAに加入したのちも数年間はディビジョン首位に位置する有力チームだった。

### イングリッシュの時代
1980年代初期のナゲッツはリーグで最も得点力のあるチームだった。アレックス・イングリッシュ、キキ・ヴァンダウェイ、ラファイエット・リーバーは平均得点がそれぞれリーグ上位に入ることもあったものの中堅レベルのチームでプレイオフでは長く勝ち残れなかった。
1990年代初頭には20勝62敗にまで落ち込む低迷期に入った。この頃にはマクムード・アブドゥル＝ラウーフやディケンベ・ムトンボが中心選手だった。1994年のナゲッツはシーズンを42勝40敗で終え、プレイオフでは63勝19敗でウェスタンカンファレンス第1シードだったシアトル・スーパーソニックスを1回戦で破る大番狂わせを演じた。（第8シードが第1シードを破ったのは初、その後もロックアウトで短縮されたシーズンの1999年、ニックスがヒートを、2007年にウォリアーズがマーベリックスを、2011年にグリズリーズがスパーズ、ロックアウトで短縮された2012年にシクサーズがブルズを破ったのを含めて5度しかない。）しかし90年代末期には、11勝71敗とリーグ史上最低に近い勝率に終わるなど、再び低迷期に入った。
21世紀に入り、アントニオ・マクダイス、ニック・ヴァン・エクセルを中心に一時勝率5割近くまで戻したものの、ヴァン・エクセルは2000-01シーズン途中で、マクダイスは2001年6月にマーカス・キャンビーらと交換で移籍した。2001年8月にバンダウェイがジェネラルマネージャーに就任したが、2001-02シーズンは27勝55敗、2002-03シーズンは17勝65敗まで落ち込んだ。

### カーメロの時代

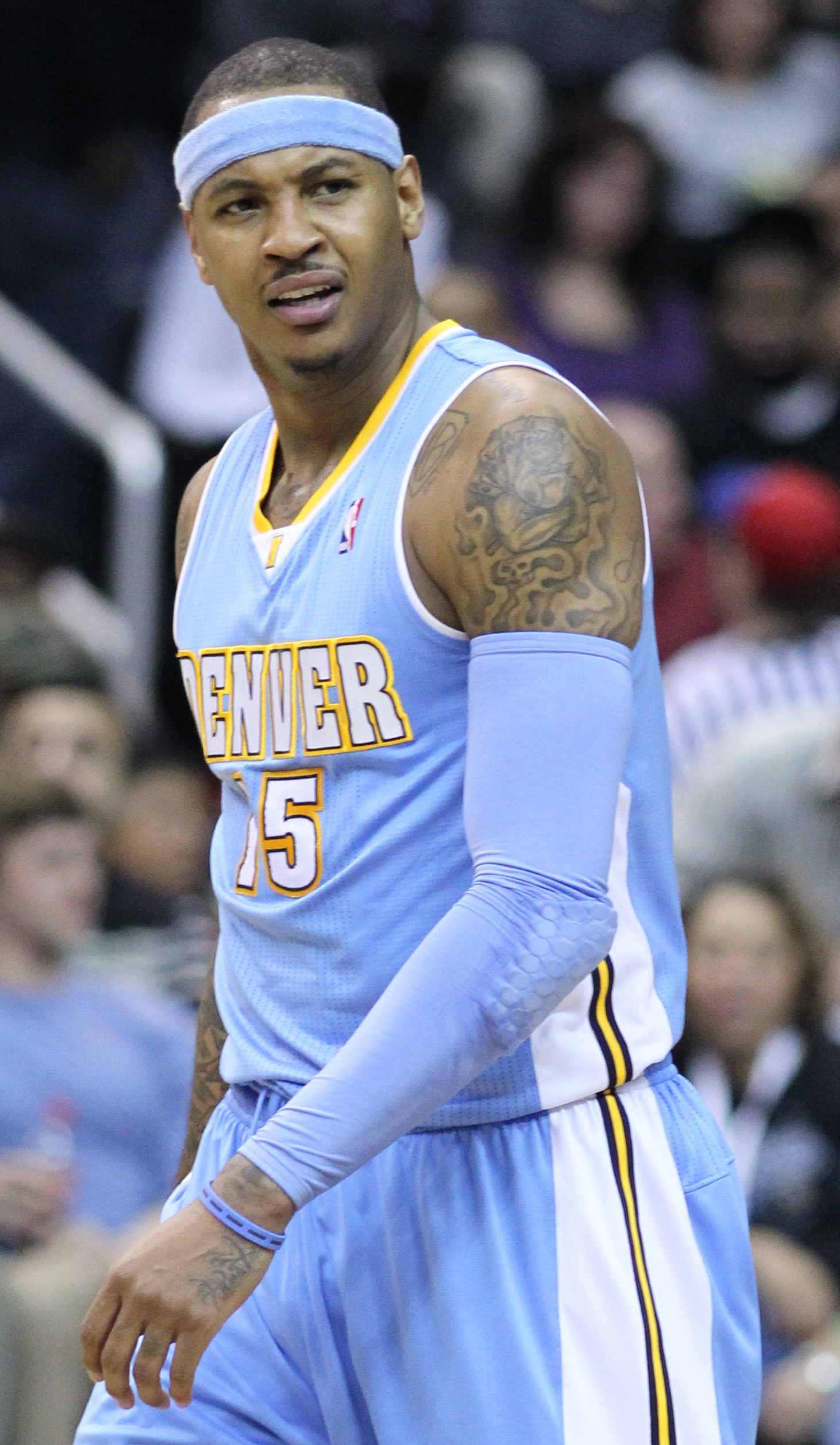
カーメロ・アンソニー

2003-04シーズンは、ドラフトでカーメロ・アンソニーを獲得し、久々のプレーオフ進出となった。続く2004-05シーズン、17勝25敗と負け越すと、シーズン半ばでジョージ・カール監督を迎え、その後は32勝8敗と急回復してナゲッツは再び5割以上の勝ち星を上げるチームになっていった。
2005-06シーズンは、地区優勝を決めて第3シードとなったが、プレイオフ1回戦の相手、第6シードのロサンゼルス・クリッパーズより勝率が悪かったため、ホームコートアドバンテージを得ることができず、1-4で敗退、バンダウェイはチームを去った。

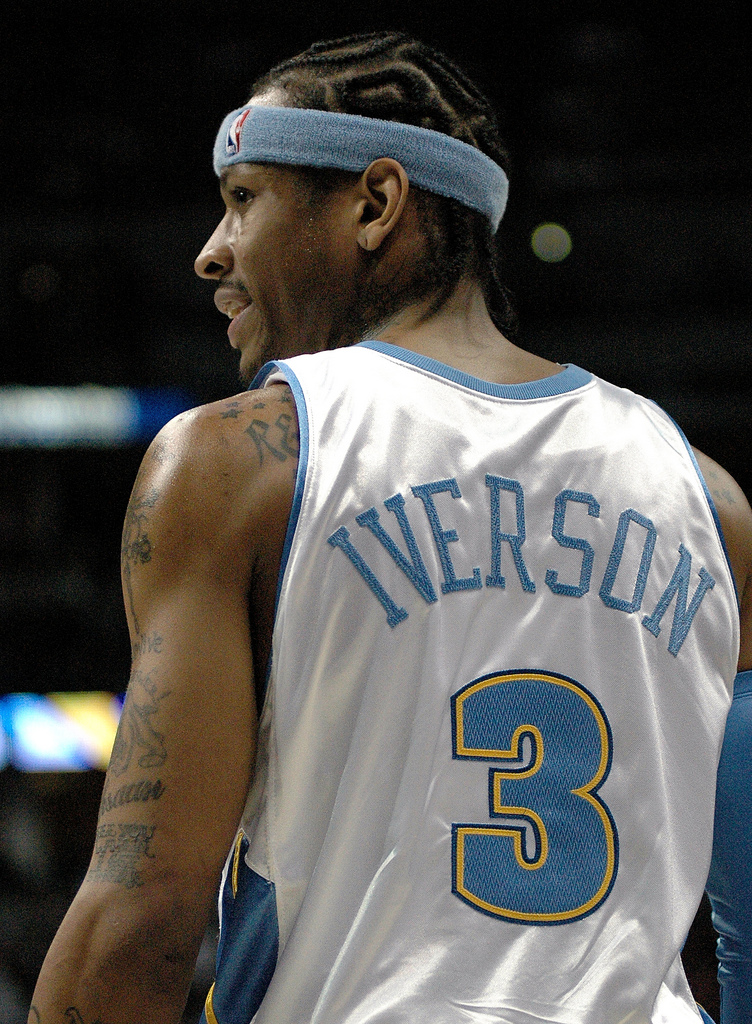
アレン・アイバーソン

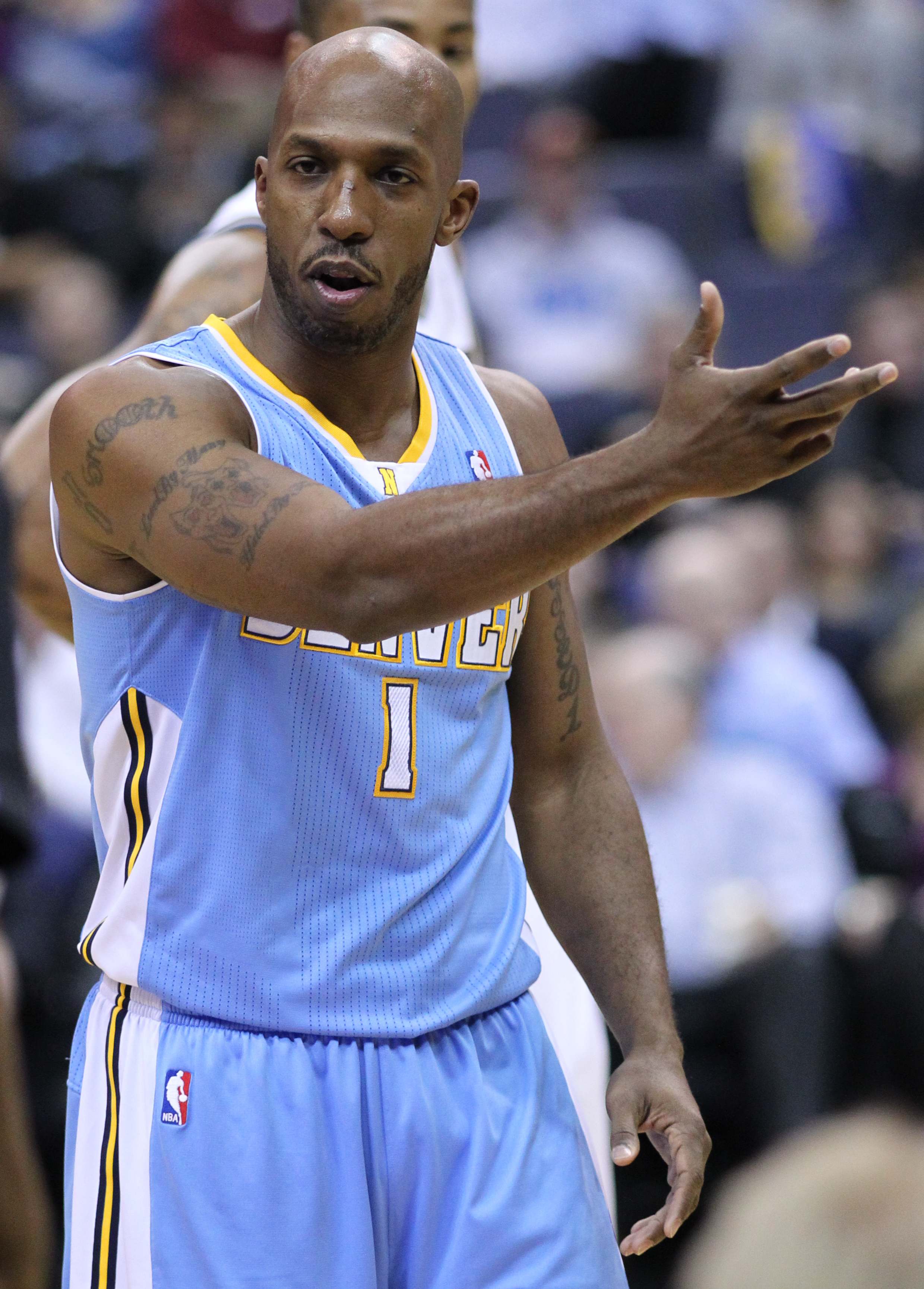
チャウンシー・ビラップス

2006-07シーズン12月、ニューヨーク・ニックス戦でJ・R・スミスにフレグラントファールをしたジェイソン・コリンズをアンソニーが殴ったため、15試合の出場停止処分が下った。チームはその危機を救うべく、フィラデルフィア・76ersからリーグ屈指のガード、アレン・アイバーソンをアンドレ・ミラーらとのトレードで獲得。アンソニー復帰後の4月には10勝1敗を記録し、アンソニーとアイバーソンはリーグで最も得点をあげるデュオとなった。

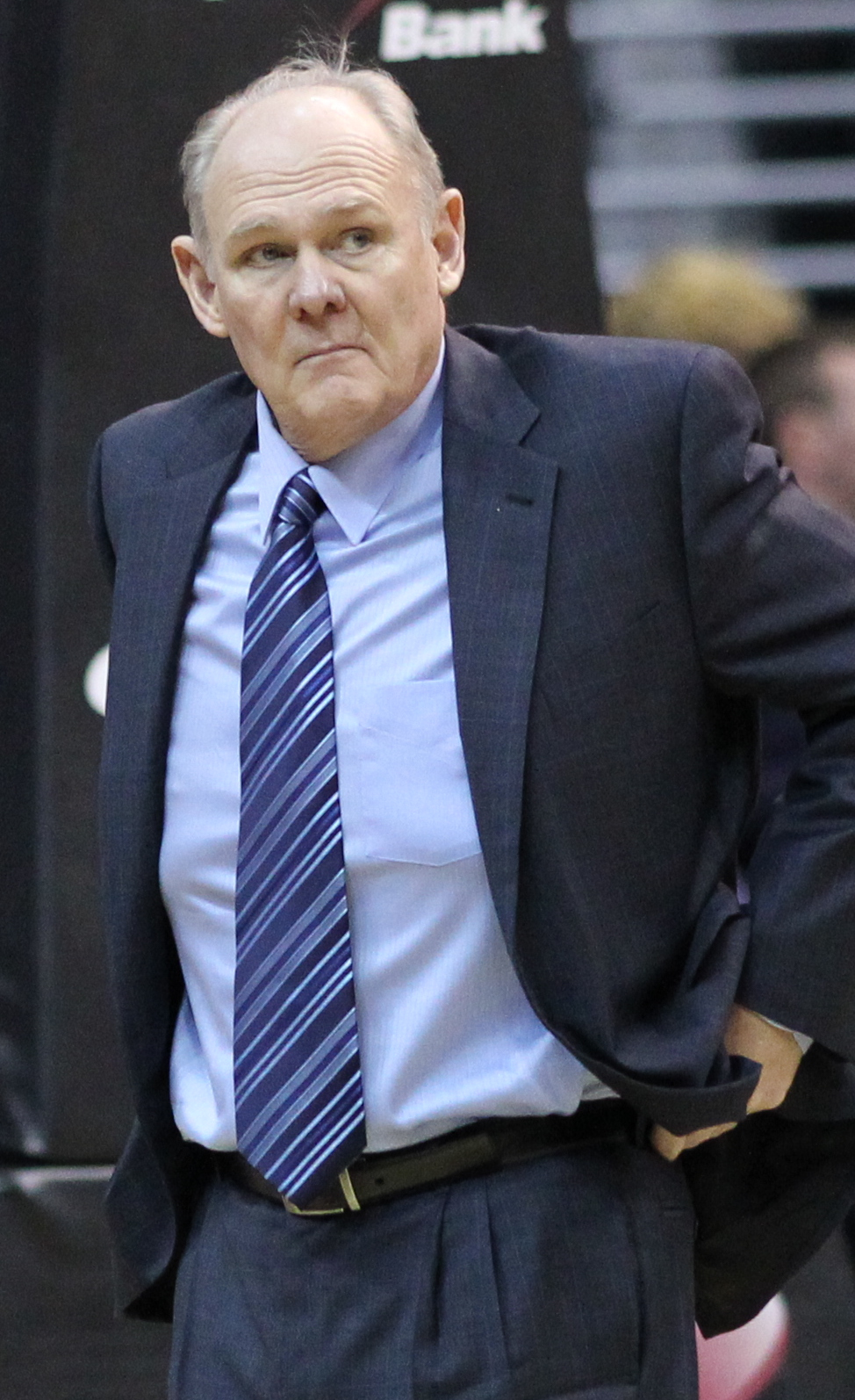
ジョージ・カールHC

2007-08シーズンには1980年代以来となる50勝32敗の好成績を収めたが、このシーズンのウェスタンカンファレンスのプレーオフ進出争いは異常に過熱し、ナゲッツは50勝をあげながらも第8シードとなり、シーズン勝率首位のロサンゼルス・レイカーズの前にスイープ負けを喫した。
ちなみに、ナゲッツはこの時期、ディフェンスが弱いためDのないデンバー(DENVER)をエンバー（ENVER)と言われてしまっている。
2008-09シーズン11月、開幕直後アレン・アイバーソンをトレードでデトロイト・ピストンズに放出。代わりに2004年のNBAファイナルMVPを受賞したチャウンシー・ビラップスを獲得。ビラップス加入後チームは結束し、怪我や病に苦しんだネネイの躍進、ベンチ陣の奮闘もあり54勝28敗 第2シードでシーズンを終えた。開幕前にマーカス・キャンビーをサラリー軽減だけのために放出した事もあり誰もが予想だにしなかった結果だった。
プレーオフでは24年ぶりにカンファレンスファイナルに進出した。ちなみにこの思わぬ展開に会場の問題が発生。第4戦が行なわれる5月25日のペプシ・センターはすでにアメリカのプロレス団体WWEが前年の8月に仮予約し、4月の段階で正式に抑えていた。最終的に試合の5日前、オーナーのクランケが強権発動によりナゲッツの試合が行なわれることになったが、WWE会長のビンス・マクマホンは「クランケはオーナーのくせに自分のチームの進出を信じていなかった」と批判。結局、WWEは当日はナゲッツの対戦相手であったロサンゼルス・レイカーズの本拠地ステイプルズ・センターで公演を行ない、TV収録大会であったためナゲッツを皮肉するストーリラインを展開。なお、ステイプルズ・センターの利用料はナゲッツ側が負担した。
2009-10シーズン終盤に、ジョージ・カールが癌治療のためチームを離れた。53勝の好成績でプレーオフに進んだが、1stラウンド敗退に終わった。

### カーメロ離脱とカール体制のチーム再構築
2010-11シーズン、カールはチームに復帰し、2010年12月10日に史上7人目のヘッドコーチ通算1000勝を達成した。2011年2月22日、長年、スター選手としてナゲッツを支えてきたカーメロ・アンソニーが、チャウンシー・ビラップス、シェルデン・ウィリアムス、アンソニー・カーター、レナルド・バークマンと共に、大型トレードにより、ニューヨーク・ニックスへ移籍し、成長著しいビッグマン、ダニーロ・ガリナリを獲得した。50勝の好成績でレギュラーシーズンを終え、50勝以上を4年連続したが、プレーオフでの結果が出せず、第1回戦敗退となった。
2011-12シーズンは、ロックアウトで短縮シーズンとなったが、ガリナリが故障で出場試合が43試合に留まったが、ルーキーケネス・フェリード、3年目タイ・ローソンの予想を上回る活躍で、10勝を勝ち越し、プレーオフ進出を9年続けた。しかし、1stラウンドの壁も続いた。
2012-13シーズンは、ディフェンスに優れ、勝負強さも併せ持つアンドレ・イグダーラの補強が功を奏し、球団記録の57勝を記録したが、終盤で好調ダニーロ・ガリナリが前十字靭帯断裂の悲運に見まわれ、勢いを増しつつあるゴールデンステート・ウォリアーズにアプセットされ、またしても第1回戦の壁に跳ね返される結果に終わり、ジョージ・カールはNBA最優秀コーチ賞を受賞しながら解任された。

### 再生そして悲願の初優勝へ・ヨキッチ&マレーの時代

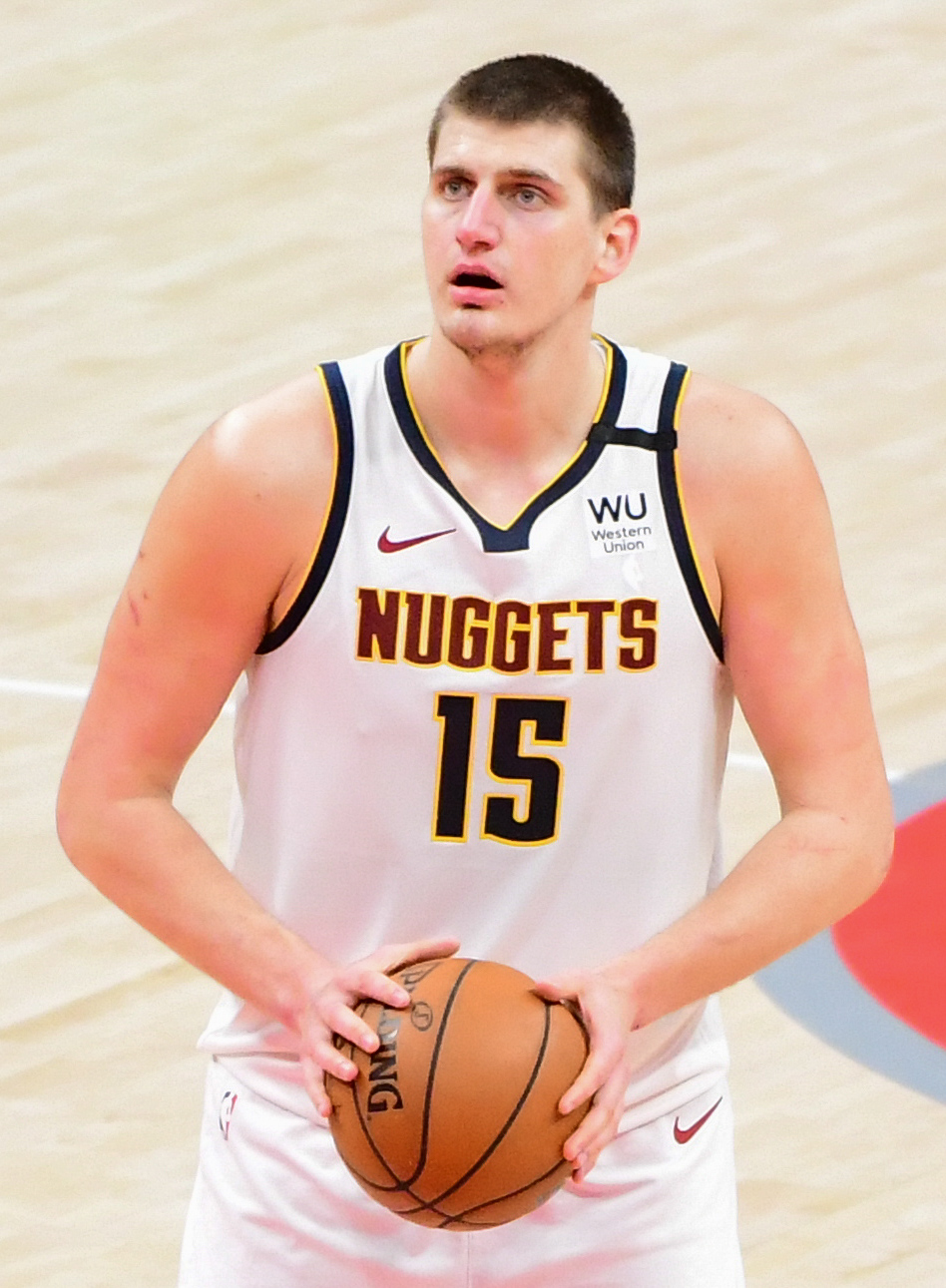
ニコラ・ヨキッチ

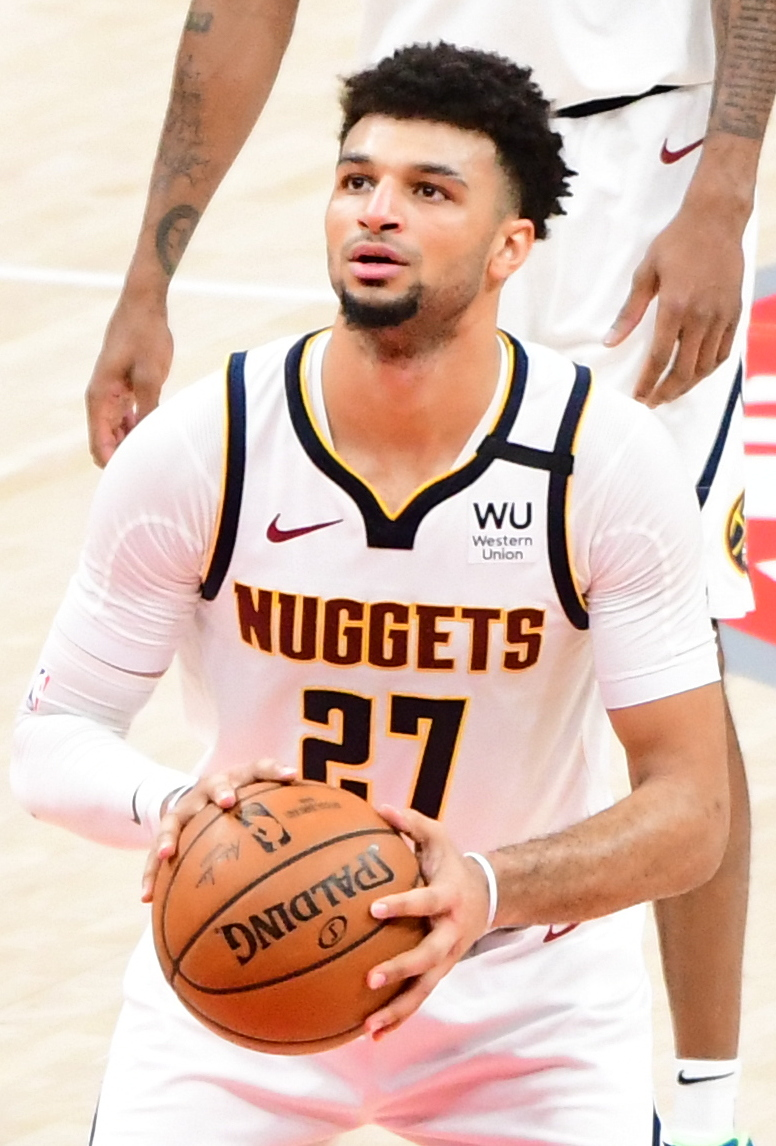
ジャマール・マレー

2013-14シーズンは、新ヘッドコーチにブライアン・ショウを迎え、ネイト・ロビンソンらの補強を行ったが、ガリナリが長引く故障で全休し、ついに10年続いてきたプレーオフ進出が途絶える結果に終わった。
2014-15シーズンも、怪我人が続出するなど戦力が整わず、苦戦を強いられ、カールを引き継いだブライアン・ショウヘッドコーチが、2015年3月2日、1シーズン半で解任された。結局悪い流れは変わらず、30勝52敗で終了し、2年連続でプレーオフ進出を逃した。シーズン終了後も新ヘッドコーチ探しが難航していたが、6月15日にマイケル・マローン新ヘッドコーチの就任が発表された。
2015-16シーズンも、開幕から連敗が続き、早々にプレーオフ争いから脱落。中盤戦から持ち直したものの、結局は33勝49敗で終了し、3年連続でプレーオフ不出場に終わったが、前評判の高かったルーキーのエマニュエル・ムディエイとニコラ・ヨキッチが先発に定着するなど、次期シーズンに期待を持たせる形となった。
2016-17シーズンは、ヨキッチがエース級の選手に成長し、トリプル・ダブルを量産。ルーキーのジャマール・マレーも健闘するなど、5割前後の粘り強い戦いを繰り広げていた。その一方でムディエイは2年目のジンクスに直面。更にヨキッチとの争いに破れた形のユスフ・ヌルキッチを、トレード期限日にプレーオフ争いを繰り広げていたポートランド・トレイルブレイザーズに放出。これが裏目に出る。3月のブレイザーズとの直接対決でヌルキッチに自己最高の活躍を許したナゲッツは、以降ブレイザーズを順位で上回ることが出来ず、4年連続のプレーオフ不出場が決定した。
2017-18シーズンはシーズン途中にマレーとのポジション争いに敗れた2015年1巡目指名のムディエイをトレードで放出、マレーやゲイリー・ハリスが順調に力を付け、ヨキッチがチーム記録となる10度のトリプル・ダブルを記録するなどの活躍を見せるも、レギュラーシーズン最終戦のミネソタ・ティンバーウルブズとのプレーオフ進出最後の座を懸けた直接対決に敗れ、5シーズンぶりのプレーオフ進出には届かなかった。
2018-19シーズンはヨキッチがオールNBAファーストチームに選出されるなどチームのエースとして更に成長、更にジャマール・マレーの成長などもあり開幕から好調をキープ、レギュラーシーズンを54勝28敗で終え、6シーズン振りのプレーオフ出場を果たした。プレーオフでは第1回戦でサンアントニオ・スパーズを4勝3敗で下したものの、カンファレンス準決勝ではリラード擁するポートランド・トレイルブレイザーズに3勝4敗で敗れ、カンファレンスファイナル進出を逃した。
2019-20シーズンは、プレイオフでNBA初となる2連続での1勝3敗からのシリーズ逆転勝利を1回戦のユタ・ジャズ及び2回戦のロサンゼルス・クリッパーズ相手に挙げたが、続くカンファレンスファイナルにてロサンゼルス・レイカーズ相手に敗北することとなった。
2020-21シーズンは、ナゲッツはシーズンを通して西カンファレンスの3位の好成績につけ、2000年のシャキール・オニール以来となるセンターでのシーズンMVP(NBA最優秀選手賞)をヨキッチが受賞する年となった。ただし、その年のプレイオフ前、マレーがシーズン中にACL断裂の怪我を負い、残りのシーズン全休となった。そのこともあり、プレイオフではフェニックス・サンズに2回戦で敗北した。

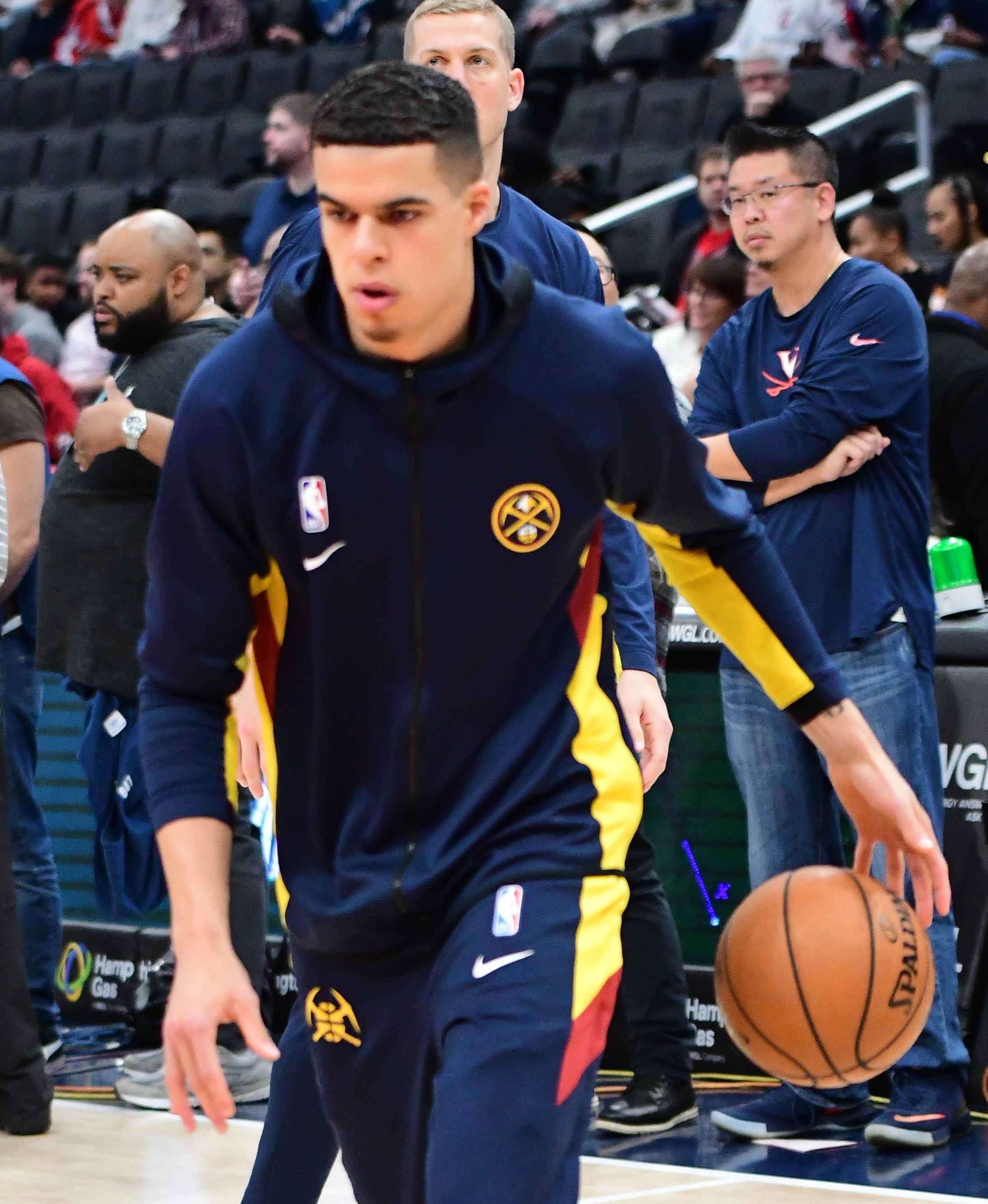
マイケル・ポーター・ジュニア

2021-22シーズンはジャマール・マレーの怪我に次いでマイケル・ポーター・ジュニアもシーズン序盤で腰の怪我でシーズン全休となった。ヨキッチはこの年もシーズンMVPを受賞したが、チームはプレイオフ1回戦でゴールデンステート・ウォリアーズに敗北した。
2022-23シーズンは前述のジャマール・マレーとポーター・ジュニアが怪我から復帰し、また、トレードでケンテイビアス・コールドウェル＝ポープを獲得、FAでブルース・ブラウンやデアンドレ・ジョーダンなどの補強を行った。
シーズンは西1位で終え、1回戦はミネソタ・ティンバーウルブズ、2回戦はフェニックス・サンズ、カンファレンスファイナルはロサンゼルス・レイカーズ相手に勝利し、西カンファレンス優勝を達成した。
続くNBAファイナルでは、ジミー・バトラー率いるマイアミ・ヒートと対戦し、4勝1敗でシリーズを勝利し、球団史上初のNBA制覇を達成した。（西カンファレンスファイナルMVP、およびファイナルMVPはともにヨキッチが受賞)
2023-24シーズンはウェスタンカンファレンス2位でプレーオフ進出となり、ヨキッチは自身3度目となるシーズンMVPを受賞した。ロサンゼルス・レイカーズとのプレーオフ第1回戦では、第2戦でのマレーのブザービーターなどがあり、4勝1敗でレイカーズを下したものの、カンファレンス準決勝でアンソニー・エドワーズ擁するミネソタ・ティンバーウルブズに第7戦の末に敗れた。

## シーズンごとの成績
Note: 勝 = 勝利数, 敗 = 敗戦数, % = 勝率 
| シーズン                 | 勝    | 敗    | %    | プレーオフ                                                                  | 結果                                                                                                |
| ------------------------ | ----- | ----- | ---- | --------------------------------------------------------------------------- | --------------------------------------------------------------------------------------------------- |
| デンバー・ロケッツ (ABA) |       |       |      |                                                                             | |
| 1967-68                  | 45    | 33    | .577 | ディビジョン準決勝敗退                                                      | ニューオーリンズ 3, デンバー 2                                                                      |
| 1968-69                  | 44    | 34    | .564 | ディビジョン準決勝敗退                                                      | オークランド 4, デンバー 3                                                                          |
| 1969-70                  | 51    | 33    | .607 | ディビジョン準決勝勝利 ディビジョン決勝敗退                                 | デンバー 4, ワシントン 3 ロサンゼルス 4, デンバー 1                                                 |
| 1970-71                  | 30    | 54    | .357 | タイブレークゲーム敗退                                                      | テキサス 115, デンバー 109                                                                          |
| 1971-72                  | 34    | 50    | .405 | ディビジョン準決勝敗退                                                      | ペイサーズ 4, デンバー 3                                                                            |
| 1972-73                  | 47    | 37    | .560 | ディビジョン準決勝敗退                                                      | ペイサーズ 4, デンバー 1                                                                            |
| 1973-74                  | 37    | 47    | .440 | タイブレークゲーム敗退                                                      | サンディエゴ 131, デンバー 111                                                                      |
| デンバー・ナゲッツ (ABA) |       |       |      |                                                                             | |
| 1974-75                  | 65    | 19    | .774 | ディビジョン準決勝勝利 ディビジョン決勝敗退                                 | デンバー 4, ユタ 2 ペイサーズ 4, デンバー 3                                                         |
| 1975-76                  | 60    | 24    | .714 | ABA準決勝勝利 ABAファイナル決勝敗退                                         | デンバー 4, ケンタッキー 3 ニューヨーク 4, デンバー 2                                               |
| ABA 通算勝敗             | 413   | 331   | .555 |                                                                             | |
| プレーオフ               | 27    | 37    | .422 |                                                                             | |
| デンバー・ナゲッツ (NBA) |       |       |      |                                                                             | |
| 1976-77                  | 50    | 32    | .610 | カンファレンス準決勝敗退                                                    | ブレイザーズ 4, ナゲッツ 2                                                                          |
| 1977-78                  | 48    | 34    | .585 | カンファレンス準決勝勝利 NBAカンファレンス決勝敗退                          | ナゲッツ 4, バックス 3 ソニックス 4, ナゲッツ 2                                                     |
| 1978-79                  | 47    | 35    | .573 | 1回戦敗退                                                                   | レイカーズ 2, ナゲッツ 1                                                                            |
| 1979-80                  | 30    | 52    | .366 |                                                                             | |
| 1980-81                  | 37    | 45    | .451 |                                                                             | |
| 1981-82                  | 46    | 36    | .561 | 1回戦敗退                                                                   | サンズ 2, ナゲッツ 1                                                                                |
| 1982-83                  | 45    | 37    | .549 | 1回戦勝利 カンファレンス準決勝敗退                                          | ナゲッツ 2, サンズ 1 スパーズ 4, ナゲッツ 1                                                         |
| 1983-84                  | 38    | 44    | .463 | 1回戦敗退                                                                   | ジャズ 3, ナゲッツ 2                                                                                |
| 1984-85                  | 52    | 30    | .634 | 1回戦勝利 カンファレンス準決勝勝利 カンファレンス決勝敗退                   | ナゲッツ 3, スパーズ 2 ナゲッツ 4, ジャズ 1 レイカーズ 4, ナゲッツ 1                                |
| 1985-86                  | 47    | 35    | .573 | 1回戦勝利 カンファレンス準決勝敗退                                          | ナゲッツ 3, ブレイザーズ 1 ロケッツ 4, ナゲッツ 2                                                   |
| 1986-87                  | 37    | 45    | .451 | 1回戦敗退                                                                   | レイカーズ 3, ナゲッツ 0                                                                            |
| 1987-88                  | 54    | 28    | .659 | 1回戦勝利 カンファレンス準決勝敗退                                          | ナゲッツ 3, ソニックス 2 マーベリックス 4, ナゲッツ 2                                               |
| 1988-89                  | 44    | 38    | .537 | 1回戦敗退                                                                   | サンズ 3, ナゲッツ 0                                                                                |
| 1989-90                  | 43    | 39    | .524 | 1回戦敗退                                                                   | スパーズ 3, ナゲッツ 0                                                                              |
| 1990-91                  | 20    | 62    | .244 |                                                                             | |
| 1991-92                  | 24    | 58    | .293 |                                                                             | |
| 1992-93                  | 36    | 46    | .439 |                                                                             | |
| 1993-94                  | 42    | 40    | .512 | 1回戦勝利 カンファレンス準決勝敗退                                          | ナゲッツ 3, ソニックス 2 ジャズ 4, ナゲッツ 3                                                       |
| 1994-95                  | 41    | 41    | .500 | 1回戦敗退                                                                   | スパーズ 3, ナゲッツ 0                                                                              |
| 1995-96                  | 35    | 47    | .427 |                                                                             | |
| 1996-97                  | 21    | 61    | .256 |                                                                             | |
| 1997-98                  | 11    | 71    | .134 |                                                                             | |
| 1998-99                  | 14    | 36    | .280 |                                                                             | |
| 1999-2000                | 35    | 47    | .427 |                                                                             | |
| 2000-01                  | 40    | 42    | .489 |                                                                             | |
| 2001-02                  | 27    | 55    | .329 |                                                                             | |
| 2002-03                  | 17    | 65    | .207 |                                                                             | |
| 2003-04                  | 43    | 39    | .529 | 1回戦敗退                                                                   | ウルブズ 4, ナゲッツ 1                                                                              |
| 2004-05                  | 49    | 33    | .598 | 1回戦敗退                                                                   | スパーズ 4, ナゲッツ 1                                                                              |
| 2005-06                  | 44    | 38    | .537 | 1回戦敗退                                                                   | クリッパーズ 4, ナゲッツ 1                                                                          |
| 2006-07                  | 45    | 37    | .549 | 1回戦敗退                                                                   | スパーズ 4, ナゲッツ 1                                                                              |
| 2007-08                  | 50    | 32    | .610 | 1回戦敗退                                                                   | レイカーズ 4, ナゲッツ 0                                                                            |
| 2008-09                  | 54    | 28    | .659 | 1回戦勝利 カンファレンス準決勝勝利 カンファレンス決勝敗退                   | ナゲッツ 4, ホーネッツ 1 ナゲッツ 4, マーベリックス 1 レイカーズ 4, ナゲッツ 2                      |
| 2009-10                  | 53    | 29    | .646 | 1回戦敗退                                                                   | ジャズ 4, ナゲッツ 2                                                                                |
| 2010-11                  | 50    | 32    | .610 | 1回戦敗退                                                                   | サンダー 4, ナゲッツ 1                                                                              |
| 2011-12                  | 38    | 28    | .576 | 1回戦敗退                                                                   | レイカーズ 4, ナゲッツ 3                                                                            |
| 2012-13                  | 57    | 25    | .695 | 1回戦敗退                                                                   | ウォリアーズ 4, ナゲッツ 2                                                                          |
| 2013-14                  | 36    | 46    | .439 |                                                                             | |
| 2014-15                  | 30    | 52    | .366 |                                                                             | |
| 2015–16                  | 33    | 49    | .402 |                                                                             | |
| 2016–17                  | 40    | 42    | .488 |                                                                             | |
| 2017–18                  | 46    | 36    | .561 |                                                                             | |
| 2018–19                  | 54    | 28    | .659 | 1回戦勝利 カンファレンス準決勝敗退                                          | ナゲッツ 4, スパーズ 3 ブレイザーズ 4, ナゲッツ 3                                                   |
| 2019–20                  | 43    | 22    | .662 | 1回戦勝利 カンファレンス準決勝勝利 カンファレンス決勝敗退                   | ナゲッツ 4, ジャズ 3 ナゲッツ 4, クリッパーズ 3 レイカーズ 4, ナゲッツ 1                            |
| 2020–21                  | 47    | 25    | .653 | 1回戦勝利 カンファレンス準決勝敗退                                          | ナゲッツ 4,ブレイザーズ 2 サンズ 4, ナゲッツ 0                                                      |
| 2021–22                  | 48    | 34    | .585 | 1回戦敗退                                                                   | ウォリアーズ 4, ナゲッツ 1                                                                          |
| 2022–23                  | 53    | 29    | .646 | 1回戦勝利 カンファレンス準決勝勝利 カンファレンス決勝勝利 NBAファイナル優勝 | ナゲッツ 4, ティンバーウルブズ 1 ナゲッツ 4, サンズ 2 ナゲッツ 4, レイカーズ 0 ナゲッツ 4, ヒート 1 |
| 2023–24                  | 57    | 25    | .695 | 1回戦勝利 カンファレンス準決勝敗退                                          | ナゲッツ 4,レイカーズ 1 ティンバーウルブズ                                                          |
| NBA 通算勝敗             | 1,953 | 1,915 | .505 |                                                                             | |
| プレイオフ               | 105   | 139   | .430 |                                                                             | |

## 主な選手

### 保有するドラフト交渉権
ナゲッツは、NBA以外のリーグでプレーしている以下の未契約ドラフト指名選手の交渉権を保有している。ドラフトで指名された選手（海外出身の選手または大学選手で、ドラフトで指名したチームと契約していない選手）は、NBA以外のどのチームとでも契約することが認められており、この場合、そのチームは、その選手のNBA以外のチームとの契約が終了してから1年後まで、その選手のNBAでの交渉権を保持することになる。このリストには、他球団とのトレードで獲得した交渉権も含まれている。
| ドラフト年 | 巡目 | 指名順 | 選手                   | Pos. | 国籍   | 現所属チーム             | 注釈 | 参照   |
| ---------- | ---- | ------ | ---------------------- | ---- | ------ | ------------------------ | ---- | ------ |
| 2012年     | 2    | 50     | イゼット・ターキルマズ | F/C  | トルコ | ヤロヴァスポルBK(トルコ) |      | [ 12 ] |

### 年代別主要選手
太文字…殿堂入り選手 (F)…優勝時に在籍した選手 (M)…在籍時にMVPを獲得した選手 (50)…偉大な50人 (75)…偉大な75人
| 1960年代 (プレイオフ進出：2回) - バイロン・ベック (Byron Beck) ：1967-1977 - ラリー・ジョーンズ (Larry Jones) ：1967-1970 - スペンサー・ヘイウッド (Spencer Haywood) ：1969-1970 1970年代 (プレイオフ進出：10回 ファイナル進出：1回) - ラルフ・シンプソン (Ralph Simpson) ：1970-1976 - ダン・イッセル (Dan Issel) ：1975-1985 - デイヴィッド・トンプソン (David Thompson) ：1976-1982 1980年代 (プレイオフ進出：8回) - T・R・ダン (T. R. Dunn) ：1980-1991 - アレックス・イングリッシュ (Alex English) ：1980-1990 - キキ・ヴァンダウェイ (Kiki VanDeWeghe) ：1980-1984 - ラファイエット・リーバー (Fat Lever) ：1984-1990 - カルヴィン・ナット (Calvin Natt) ：1984-1989 - マイケル・アダムズ (Michael Adams) ：1987-1991 1990年代 (プレイオフ進出：3回) - マクムード・アブドゥル＝ラウーフ (Mahmoud Abdul-Rauf) ：1990-1996 - ディケンベ・ムトンボ (Dikembe Mutombo) ：1991-1995 - ラフォンゾ・エリス (LaPhonso Ellis) ：1992-1998 - ブライアント・スティス (Bryant Stith) ：1992-2000 - アントニオ・マクダイス (Antonio McDyess) ：1995-1997、1998-2002 - ニック・ヴァン・エクセル (Nick Van Exel) ：1998-2002 - レイフ・ラフレンツ (Raef LaFrentz) ： 1998-2002 - チャウンシー・ビラップス (Chauncey Billups) ：1999-2000, 2008-2011 | 2000年代 (プレイオフ進出：6回) - クリス・アンダーセン (Chris Andersen) : 2001-2004 , 2008-2012 - マーカス・キャンビー (Marcus Camby) ：2002-2008 - ネネイ (Nenê) ：2002-2011 - ジュワン・ハワード (Juwan Howard) ：2002-2003 - カーメロ・アンソニー (Carmelo Anthony) ：2003-2011 (75) - アール・ボイキンス (Earl Boykins) ：2003-2007 - アンドレ・ミラー (Andre Miller) ：2003-2007, 2011-2014 - ケニオン・マーティン (Kenyon Martin) ：2004-2011 - エドアルド・ナヘラ (Eduardo Nájera) : 2005-2008 - リナス・クレイザ (Linas Kleiza) : 2005-2009 - J・R・スミス (J. R. Smith) : 2006-2011 - アレン・アイバーソン (Allen Iverson) ：2007-2008 (75) - アーロン・アフラロ (Aaron Afflalo) : 2009-2012, 2014-2015 - タイ・ローソン (Ty Lawson) : 2009-2015 2010年代 (プレーオフ進出 : 5回) - ダニーロ・ガリナリ (Danilo Gallinari) : 2011-2017 - ウィルソン・チャンドラー (Wilson Chandler) : 2011 , 2012-2018 - ティモフェイ・モズコフ (Timofey Mozgov) : 2011-2015 - ケネス・フェリード (Kenneth Faried) : 2011-2018 - アンドレ・イグダーラ (Andre Iguodala) : 2012-2013 - ネイト・ロビンソン (Nate Robinson) 2013-2015 - J・J・ヒクソン (JJ Hickson) : 2013-2016 - ユスフ・ヌルキッチ (Jusuf Nurkić) : 2014-2017 - ゲイリー・ハリス (Gary Harris) : 2014-2021 - ウィル・バートン (Will Barton) : 2015-2022 - エマニュエル・ムディエイ (Emmanuel Mudiay) : 2015-2018 - ニコラ・ヨキッチ (Nikola Jokić) : 2015- (C)(M) - ジャマール・マレー (Jamal Murray) : 2016- (C) - ポール・ミルサップ (Paul Millsap) : 2017-2021 - モンテ・モリス (Monté Morris) ： 2017-2022 - マイケル・ポーター・ジュニア (Michael Porter Jr.) : 2017-2025 (C) 2020年代 (プレーオフ進出 5回) - ファクンド・カンパッソ (Facundo Campazzo) : 2021-2022 - アーロン・ゴードン (Aaron Gordon) : 2021- (C) - ジェフ・グリーン (Jeff Green) : 2021-2023 (C) - ケンテイビアス・コールドウェル＝ポープ (Kentavious Caldwell-Pope) : 2022-2024 (C) - ブルース・ブラウン (Bruce Brown) : 2022-2023, 2025- (C) - レジー・ジャクソン (Reggie Jackson) : 2023-2024 (C) - ラッセル・ウェストブルック (Russel Westbrook) : 2024- |

## 栄誉

### 永久欠番
| デンバー・ナゲッツ永久欠番 | デンバー・ナゲッツ永久欠番 | デンバー・ナゲッツ永久欠番 | デンバー・ナゲッツ永久欠番 | デンバー・ナゲッツ永久欠番 |
| No.                        | 選手                       | ポジション                 | 在籍期間                   | 式典日                     |
| -------------------------- | -------------------------- | -------------------------- | -------------------------- | -------------------------- |
| 2                          | アレックス・イングリッシュ | F                          | 1980–1990                  | 1993年3月2日               |
| 12                         | ラファイエット・リーバー   | G                          | 1984–1990                  | 2017年12月2日              |
| 33                         | デイヴィッド・トンプソン   | F/G                        | 1975–1982                  | 1992年11月7日              |
| 40                         | バイロン・ベック           | F/C                        | 1967–1977                  | 1977年12月16日             |
| 44                         | ダン・イッセル             | C/F                        | 1975–1985                  | 1985年4月5日               |
| 55                         | ディケンベ・ムトンボ       | C                          | 1991–1996                  | 2016年10月29日             |
| 4321                       | ダグ・モー                 | ヘッドコーチ               | 1980–1990                  | 2002年11月7日              |

注釈
- 1 ナゲッツでのレギュラーシーズン合計勝利数を表している。
- 2022年8月11日に、NBAはビル・ラッセルの背番号「6」を全チームの永久欠番とした[13][14]。

### バスケットボール殿堂入り
| デンバー・ナゲッツ殿堂入り | デンバー・ナゲッツ殿堂入り     | デンバー・ナゲッツ殿堂入り | デンバー・ナゲッツ殿堂入り | デンバー・ナゲッツ殿堂入り |
| 選手                       | 選手                           | 選手                       | 選手                       | 選手                       |
| No.                        | 名前                           | ポジション                 | 在籍期間                   | 殿堂入り年                 |
| -------------------------- | ------------------------------ | -------------------------- | -------------------------- | -------------------------- |
| 25 44                      | ダン・イッセル1                | C/F                        | 1975–1985                  | 1993                       |
| 33                         | デイヴィッド・トンプソン       | F/G                        | 1975–1982                  | 1996                       |
| 2                          | アレックス・イングリッシュ     | F                          | 1980–1990                  | 1997                       |
| 8                          | シャルーナス・マルチュリョニス | G                          | 1996–1997                  | 2014                       |
| 24                         | スペンサー・ヘイウッド         | F/C                        | 1969–1970                  | 2015                       |
| 55                         | ディケンベ・ムトンボ           | C                          | 1991–1996                  | 2015                       |
| 3                          | アレン・アイバーソン           | G                          | 2006–2008                  | 2016                       |
| 30                         | ジョージ・マクギニス           | F                          | 1978–1980                  | 2017                       |
| 11                         | チャーリー・スコット           | G                          | 1978–1980                  | 2018                       |
| 24                         | ボビー・ジョーンズ             | F                          | 1974–1978                  | 2019                       |
| 10                         | ティム・ハーダウェイ           | G                          | 2002                       | 2022                       |
| 6                          | ウォルター・デイビス           | G/F                        | 1988–1991 1991–1992        | 2024                       |
| 1 4 7                      | チャウンシー・ビラップス       | G                          | 1999–2000 2008–2011        | 2024                       |
| 15                         | カーメロ・アンソニー           | F                          | 2003–2011                  | 2025                       |
| コーチ                     |                                |                            |                            |                            |
| 名前                       | 名前                           | 役職                       | 在籍期間                   | 殿堂入り年                 |
| アレックス・ハナム         | アレックス・ハナム             | ヘッドコーチ               | 1971–1974                  | 1998                       |
| 11                         | ラリー・ブラウン 2             | ヘッドコーチ               | 1974–1979                  | 2002                       |
| ジョン・マクレンドン       | ジョン・マクレンドン           | ヘッドコーチ               | 1969                       | 2016                       |
| ジョージ・カール           | ジョージ・カール               | ヘッドコーチ               | 2005–2013                  | 2022                       |
| 貢献者                     |                                |                            |                            |                            |
| 名前                       | 名前                           | 役職                       | 在籍期間                   | 殿堂入り年                 |
| ジョン・マクレンドン       | ジョン・マクレンドン           | ヘッドコーチ               | 1969                       | 1979                       |

注釈

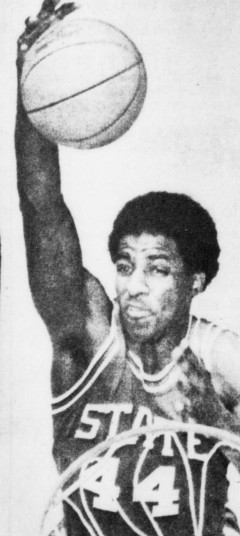
デイヴィッド・トンプソン（1996年に殿堂入り）

- 1 1992〜1994年、1999〜2001年にナゲッツのコーチを務めていた。
- 2 1971〜1972年までナゲッツでプレーしていた。

### FIBA殿堂入り
| デンバー・ナゲッツFIBA殿堂入り | デンバー・ナゲッツFIBA殿堂入り | デンバー・ナゲッツFIBA殿堂入り | デンバー・ナゲッツFIBA殿堂入り | デンバー・ナゲッツFIBA殿堂入り |
| 選手                           | 選手                           | 選手                           | 選手                           | 選手                           |
| No.                            | 名前                           | ポジション                     | 在籍期間                       | 殿堂入り年                     |
| ------------------------------ | ------------------------------ | ------------------------------ | ------------------------------ | ------------------------------ |
| 8                              | シャルーナス・マルチュリョニス | G                              | 1996–1997                      | 2015                           |

## コーチ、その他

### 歴代ヘッドコーチ
- ボブ・バス (Bob Bass) (1967-68/1968-69)
- ジョン・マクレンドン (John McClendon) (1969-70)
- ジョー・ベルモント (Joe Belmont) (1969-70/1970-71)
- スタン・アルベック (Stan Albeck) (1970-71)
- アレックス・ハナム (Alex Hannum) (1971-72/1973-74)
- ラリー・ブラウン (Larry Brown) (1974-75/1978-79)
- ドニー・ウォルシュ (Donnie Walsh) (1978-79/1980-81)
- ダグ・モー (Doug Moe) (1980-81/1989-90)
- ポール・ウェストヘッド (Paul Westhead) (1990-91/1991-92)
- ダン・イッセル (Dan Issel) (1992-93/1994-95)
- ジーン・リトルズ (Gene Littles) (1994-95)
- バーニー・ビッカースタッフ (Bernie Bickerstaff) (1994-95/1996-97)
- ディック・モッタ (Dick Motta) (1996-97)
- ビル・ハンズリック (Bill Hanzlik) (1997-98)
- マイク・ダントーニ (Mike D'Antoni) (1998-99)
- ダン・イッセル (Dan Issel) (1999-00/2001-02)
- マイク・エヴァンス (Mike Evans) (2001-02)
- ジェフ・バズデリック (Jeff Bzdelik) (2002-03/2004-05)
- マイケル・クーパー (Michael Cooper) (2004-05/2004-05)
- ジョージ・カール (George Karl) (2004-05/2012-13)
- ブライアン・ショウ (Brian Shaw)(2013-2015)
- メルビン・ハント(Melvin Hunt)（2015）
- マイケル・マローン (Michael Malone)(2015-2025)
- デビッド・アデルマン (David Adelman)(2025-)

## チーム記録
デンバー・ナゲッツのチーム記録